# Aéroport d'Ignatiévo
L’aéroport d'Ignatyevo (en russe : Аэропорт «Игнатьево») (code IATA : BQS • code OACI : UHBB) est un aéroport russe situé à environ 20 kilomètres de Blagovechtchensk.

## Situation

### Carte des aéroports russes
| \| 50 km1:1 791 000 \| Koursk Abakan Anapa Pskov Arkhangelsk Astrakhan Barnaoul Belgorod Blagoveshchensk Bratsk Grozny Guelendjik Iakoutsk Iékaterinbourg Ijevsk Ioujno-Sakhalinsk Irkoutsk Kaliningrad Kazan Kemerovo Khabarovsk Khanty-Mansiïsk Krasnodar Krasnoïarsk Magadan Magnitogorsk Makhachkala Mineralnye Vody Mirny Moscou · SVO Moscou · DME Moscou-VKO Mourmansk Narian-Mar Nijnekamsk Nijnevartovsk Nijni Novgorod Noïabrsk Alykel Novokouznetsk Novossibirsk Novy Ourengoï Omsk Orenbourg Oufa Oulan-Oude Oulianovsk Perm Petropavlovsk-Kamtchatski Rostov · sur-le-Don Sabetta Saint-Pétersbourg Salekhard Samara Saratov Simferopol Sotchi Sourgout Stavropol Kyzyl Syktyvkar Tcheliabinsk Tchita Tioumen Tomsk Vladivostok Volgograd Voronej |
| 50 km1:1 791 000 |

## Compagnies aériennes et destinations
| Compagnies        | Destinations |
| ----------------- | --- |
| Aurora            | Khabarovsk, Vladivostok, Ioujno-Sakhalinsk                                                                        |
| Angara Airlines   | Novossibirsk-Tolmatchevo                                                                                          |
| IrAero            | Tchita (Kadala) (en), Irkoutsk, Krasnoïarsk-Iémélianovo, Novossibirsk-Tolmatchevo, Baïkal-Oulan Oude, Vladivostok |
| KrasAvia          | Krasnoïarsk-Iémélianovo, Ioujno-Sakhalinsk                                                                        |
| Nordwind Airlines | En saison charter : Cam Ranh, Phuket                                                                              |
| Pegas Fly         | Moscou Chérémétiévo En saison charter : Bangkok-Suvarnabhumi                                                      |
| S7 Airlines       | Novossibirsk-Tolmatchevo                                                                                          |
| Saratov Airlines  | Baïkal-Oulan Oude                                                                                                 |
| Ural Airlines     | Moscou-Domodédovo, Iékaterinbourg-Koltsovo                                                                        |
| Yakutia Airlines  | Khabarovsk, Iakoutsk En saison : Séoul-Incheon                                                                    |

Édité le 07/02/2018